# Тет офанзива
Тет офанзива (30. јануар 1968 — 8. јун 1969) је била серија офанзивних операција током Вијетнамског рата, координисана између елемената Народног Ослободилачког Фронта величине батаљона и елемената војске Северног Вијетнама величине дивизије против војске Јужног Вијетнама и војске САД и других савезника војске Јужног Вијетнама. Операције се називају Тет офанзива пошто су темпиране да почну у ноћи 30/31. јануара 1969, на дан вијетнамске лунарне Нове Године. Офанзива је спектакуларно започела током прославе Нове Године, а спорадичне операције повезане са офанзивом су се наставиле до 1969.
Тет офанзива се може сматрати великим војним поразом за комунистичке снаге, пошто ни Вијетконг ни војска Северног Вијетнама нису постигле своје тактичке циљеве. Даље, цена офанзиве је била висока, са Вијетконгом који је био практично обогаљен великим губицима које су му нанеле америчке и јужновијетнамске снаге. Ипак, офанзива се широко сматра прекретницом рата у Вијетнаму, пошто су Вијетконг и северновијетнамска војска извојевале огромну психолошку и пропагандну победу. Иако су анкете у САД наставиле да показују већинску подршку ангажовању у рату, ова подршка је наставила да опада и нација је постала значајно поларизована због рата. Амерички председник Линдон Џонсон је, видевши како његова популарност нагло опада након офанзиве, повукао своју кандидатуту за изборе марта 1968. Тет офанзива се често види као пример вредности пропаганде, утицаја медија и јавног мњења на извођење војних циљева.

## Стратешки контекст
Све до 1969. стратегија Северног Вијетнама и Вијетконга у Јужном Вијетнаму је била подређења развијању социјалне револуцију која ће почети на селу и завршиће се као национални урбани устанак. Ова стратегија је објавила операциону доктрину постепеног појачавања копненог рата и развијања Вијетконгових капацитета за операцијски рат. Са локалном сеоском елитом која се сврстала уз владу Јужног Вијетнама као примарним непријатељем у суштини социјалном рату, рани напори на југу су били усмерени на села и велике фарме. Намера ове стратегије је била да привуче сеоско становништво да подржава Национално Ослободилачки Фронт и тако социјално изолује градску елиту и придобије подршку градских левичара и незадовољних. Овај облик рата је изазвао крваву борбу где ниједна страна није успела да придобије значајнију предност над другом. Реакција сеоског становништва је често била да бежи из села у градове.
Ангажовање америчких копнених снага је значајно променило стратегију Северног Вијетнама. Више него било какав начин револуционарне борбе или ирегуларног рата, сукоб се претворио у битке малих интензитета између регуларних војних јединица обе стране. 8. марта 1965. 3.500 америчких маринаца је постало прва борбена група која се искрцала у Јужном Вијетнаму, као додатак на 25.000 америчких војних саветника који су већ били тамо, а четири дана касније председник Џонсон је објавио да ће се број америчких војника у Вијетнаму повећати са 75.000 на 125.000. Комбиноване снаге америчке пешадије, артиљерије и ваздухопловства су наносили сталне губитке Вијетконгу, али су ти губици били константно надопуњивани заменама из Северног Вијетнама, тако да се реално ништа није променило.
Из америчке перспективе, првих неколико година рата су укључивали увек све веће ангажовање снага у име стабилизовања стања у Вијетнаму. Америчка војска и Министарство одбране су говорили јавности да је рат био питање уништавања побуне на селу. Војска се фокусирала на „бројања жртава“ као показатељ напретка у уништељу побуне. Америчка стратегија за разрачунавање са Северним Вијетнама је било коришћење бомбардовања да би се земља истисла из сукоба и да се Северновијетнамци увуку у неравноправне конвеционалне битке као што је битка код Ке Сана.
Високи војни команданти су били убеђени у своје успехе и сви су били били срећни да поделе мишљење са новинарима. Током 1967, став команданата је био „задржавање“ побуне; рат се никад неће решити директном војном акцијом, али ће бити смањен на такав интензитет да се војска Јужног Вијетнама може побринути без икаквих преосталих проблема.
До краја 1967. чинило се да је иницијатива на страни САД. Непознато вођама на југу, постојало је растуће тело политичара на северу који су делили ова мишљења и тражили су дијалог ради обустављања рата. Ово је резултовало великом чистком, која је довела до хапшења и затварања преко 200 северновијетнамских званичника. Америчка кампања бомбардовања над Северним Вијетнамом је дозволила екстремнијим елементима владе и да се позову на патриотско осећање и да сломе било какав отпор у владајућој партији.

## План
План за Тет офанзиву потиче из 1967, након смрти северновијетнамског генерала Нгајена Чи Тана. Главни стратег је био Танов наследник, генерал Во Нгујен Ђап, иако је сам Ђап после офанзиве тврдио да је био против ове идеје, планирајући је „против своје воље под притиском Политбироа који ме је доминирао Ле Дуан". Ђап је дуго заговарао примарно коришћење герилске тактике против САД и Јужног Вијетнама, док је Тан подржавао акцију великих снага. Надгласавајући Ђапа, северновијетнамско руководство је одлучило да је време за велику конвенционалну офанзиву. Веровали су да су јужновијетнамска влада и америчко присуство толико непопуларни на југу да ће широк напад изазвати спонтане устанке међу становништвом Јужног Вијетнама, који ће омогућити Северном Вијетнаму да стекне брзу и одлучујућу победу.
На крају је развијен план из више фаза: у првој фази, Армија Северног Вијетнама ће покренути нападе на граничне регионе Јужног Вијетнама да би затворила те регионе америчком осматрању. Након овога, друга фаза широко распрострањених напада од стране Вијетконга директно на важнији центре државе ће изазвати колапс владе и да ће подстаћи цивиле на велики револт и да, са збацивањем владе, Американци и друге савезничке снаге неће имати другог избора него да се евакуишу, доводећи до напада из треће фазе од стране Вијетконга и северновијетнамске војске на изоловане елементе страних снага.
Офанзива је укључивала симултане војне акције у већини већих градова Јужног Вијетнама и нападе на америчке базе, са нарочитим напорима фокусираним на градове Сајгон и Хуе. Истовремено, битан напад је покренут на америчку војну базу Ке Сан. Напад на Ке Сан је одвукао северновијетнамске снаге од одазиве у градове, али је Северни Вијетнам сматрао напад потребним да би заштитио своје линије снабдевања на југ.

## Америчка и јужновијетнамска припремљеност
У данима који су директно претходили офанзиви, готовост и јужновијетнамске и америчке војске је била релативно смањена. Северни Вијетнам је објавио у октобру да ће се придржавати седмодневног примирја од 27. јануара до 3. фебруара 1968, у част празника Тет, а јужновијетнамска војска је направила планове да дозволи одсуства великом делу својих снага.
Америчка и јужновијетнамска обавештајна служба је приметила знаке велике војне активности у месецима пре офанзиве. Као додатак прибављеним информацијама, посматрања логистичких операција су била врло јасна. У октобру је број камиона уочених како се крећу на југ ка Хо Ши Миновом путу скочио са претходног месечног просека од 480 на 1.116. У новембру је тај број био 3.823, а у децембру 6.315.
Америчка пажња је била усмерена на текућу битку код Ке Сана и закључено је да је она мета ових активности. Америчка обавештајна служба је утврдила 15.000 северновијетнамских војника у близини, а штаб Војне помоћне команде Вијетнам је био сигуран да је одлучујући сукоб неизбежан, иако ће бити усмерен само против Ке Сана.
Генерал Вилијам Вестморленд је упозорио председника Џонсона на могућност велике офанзиве, вероватно против Ке Сана, и сматрао ју је аналогном чувеним вијетнамским нападима код Дијен Бијен Фуа из 1950-их, која је претходила заказаним преговорима као средство побољшања преговарачких положаја комуниста. Док је војна обавештајна служба видела да се планира офанзива, није приметила да ће бити широка и да ће бити усмерена на градове.

## Специфичне операције
Борбе су почеле када су бројне јединице Вијетконга прерано напале четири провинцијска града. Остатак напада војске Северног Вијетнама и Вијетконга је почео у ноћи 30. јануара. Сви осим осам центара провинција, пет од шест аутономних градова и 58 важнијих градова је нападнуто, док су главни напади били усмерени на Буон Ма Туот, провинцију Кванг Нам, Да Лат, Ми То, Кан То, провинцију Бен Че, Ња Чанг и Кон Тум. У Хуеу, древној престоници, и Сајгону комунистичке снаге су имале значајне успехе.

### Сајгон
Иако је Сајгон био фокус Тет офанзиве, комунисти нису тражили комплетно заузимање града, већ су имали 6 примарних мета широм града: штаб Армије Јужног Вијетнама, канцеларију председника Тиуа, америчку амбасаду, вијетнамску ваздухопловну базу и њене поморске штабове и националну радио-станицу. Укупно 35 батаљона је напало ове мете, а многи од војника су били прикривени чланови Вијетконга који су живели и радили у граду.
Радио-станица је сматрана важном метом од стране комуниста. Они су донели траку на којој је снимљено Хо Ши Миново објављивање ослобађање Сајгона и позив у „генерални устанак“. Зграда је била заузета и држана шест сати, али нису успели да емитују поруку пошто је струја искључена чим је станица нападнута.
До почетка фебруара, комунистичка врховна команда је схватила да ниједан од њених војних циљева није испуњен и зауставили су било какве даље нападе на утврђене положаје. Спорадичне борбе су настављене у Сајгону до 7. марта. Неки делови града су тешко оштећени због борбе и посебно америчких ваздушних и артиљеријских напада. Кинески дистикт Чолон је посебно страдао, са можда стотинама цивила који су убијени у америчким противнападима.

#### Америчка амбасада
Напад на америчку амбасаду је био посебно значајан у јавном разумевању контроле над ситуацијом америчке војске. У 2:45 ујутро 31. јануара, 19 командоса Вијетконга је напало амбасаду. Иако се напад Вијетконга у Сајгону одвијао већ више од сат времена, стража у амбасади није била обавештена о овоме и није појачана. Вијетконг је направио рупу у зиду дворишта амбасаде, убио неколико војних полицајаца и ушао у двориште. Неколико преосталих америчких стражара се повукло у зграду амбасаде и закључало врата. Иако је Вијетконг имао довољну количину експлозива, нису наставили напад. Оба команданта одреда Вијетконга су убијена у почетном нападу, а преостали герилци су се вртели без циља око дворишта. На крају је стигло америчко појачање и ујутро, шест сати након што је почео напад, војна полиција је повратила двориште амбасаде.
Давши симболичан значај овом нападу у “само срце америчке моћи у Јужном Вијетнаму”, репортери су се брзо скупили на месту догађаја. Са телима мртвих Вијетконговаца која су још увек лежала разбацана около и усред гомиле рушевина са тешко оштећене амбасаде, генерал Вестморленд је одржао новинарску конференцију унутар дворишта. Уверавао је скептичну штампу да непријатељ није ушао у “саму амбасаду” и да савезници узвраћају на офанзиву. Репортер Вашингтон Поста се касније присећао: “Репортери су једва веровали својим ушима. Вестморленд је стајао на рушевинама и говорио је да је све сјајно”.

#### Адамсова фотографија
Битка у Сајгону је такође произвела једну од најпознатијих слика из Вијетнамског рата фотографа Едија Адамса награђеном Пулицеровом наградом која је приказивала погубљење заробљеног Вијетконговца 1. фебруара.
Нгајена Ван Лијема је заробила полиција Јужног Вијетнама, које га је идентификовала као капетана Вијетконговог вода за убиства и освете и оптужила га за убиства породица полицијских официра. Он је доведен пред бригадног генерала Нгајена Нок Лоана, шефа полиције, који га је кратко испитивао. Генерал Нгајен је онда извукао пиштољ из футроле и убио заробљеника. Нгајенови мотиви су можда били лични; њему су потчињени да је осумњичени убио полицијског мајора који је био један од најбољих Нгајенових пријатеља, као и породицу тог мајора.
Сведоци убиства су били Адамс и екипа вести Ен-Би-Сија. Фотографија се појавила на насловним страницама широм света и добија још осам награда поред Пулицерове. Филм Ен-Би-Сија је пуштен на Хантли-Бринклијевом извештају и другде, у неким случајевима као неми филм са додатим звучним ефектима пуцња. Генерал Вестморленд је касније написао: “Фотографија и филм су шокирали свет, изолован инцидент у далеко суровијем рату, али поред тога психолошки ударац за Јужновијетнамце”.

### Хуе
Град Хуе је напало 10 батаљона Армије Северног Вијетнама и 6 батаљона Вијетконга и скоро је комплетно заузет. Хиљаде цивила за које је се веровало да су потенцијално непријатељски расположени према власти комуниста, укључујући владине званичнике, верске вође и протеране становнике, убијено је у ономе што је постала познато као Масакр у Хуеу. Град није био повраћен од стране америчких и јужновијетнамских војника све до краја фебруара. Историјска и културна вредност је утицала на Американце да не користе масовно ваздушне и артиљеријске нападе као у другим градовима, барем не у почетку. Уместо тога, амерички маринци из 1. мариначке дивизије и неколико јужновијетнамских јединица су морали да чисте град улицу по улицу и кућу по кућу; смртоносни облик ратовања са којим се америчка војска није сретала још од Другог светског рата и за који њени војници нису били тренирани. Током већег дела фебруара, они су се постепено пробијали према цитадели, утврђеној области површине 3 квадратне миље, која је отета од северновијетнамских војника након 4 дана борби. Американци су изгубили 216 људи, а Јужновијетнамци 384. Американци су проценили да је Армија Северног Вијетнама изгубила 8.000 људи у граду и борбама у околним подручјима. Трајавши 26 дана, битка за Хуе је једна од најдужих и можда најкрвавија појединачна битка Вијетнамског рата. Размера масакра над цивилима који су починили комунисти је схваћена тек следећих месеци и година, док су последње масовне гробнице пронађене 1970. Приближно 2.800 људи је пронађено, и још 2.000 особа је нестало. Још неколико хиљада цивила је настрадало у унакрсној ватри.

### Ке Сан
Ке Сан је био аеродром и база америчких маринаца мало јужније од демилитаризационе зоне. Према руководству Северног Вијетнама, напад на Ке Сан, који је почео 21. јануара, је смишљен да служи у две сврхе: као диверзиона тактика да се одвуче америчка пажња и војска од надолазећих напада из Тет офанзиве и да спречи снаге у Ке Сану да нападну транспорте залиха и војника који су ишли на југ дуж Хо Ши Миновог пута. Са друге стране, америчка војска је тврдила да је сврха базе Ке Сан била да испровоцира Северновијетнамце у дугу битку, дозвољавајући америчком ваздухопловсту и артиљерији да им наноси масовне губитке.
Ке Сан и његових 6.000 људи су опколиле 3 дивизије војске Северног Вијетнама, укупно 20.000 људи. Током битке, која је трајала до 8. априла, амерички маринци су били предмет жестоког артиљеријског бомбардовања, комбиновано са слабијим пешадијским нападима. Није било никаквог већег напада на базу, а битка је била углавном дуел између америчких и северновијетнамских тобџија, комбинована са ваздушним нападима са америчке стране. Америчка ваздушна подршка је на крају укључила масовна бомбардовања бомбардерима Б-52, да би се уништили северновијетнамски бункери и ровови. Копнено снабдевање до базе је било прекинуто, а снабдевање посредством падобрана је постало тешко због непријатељске ватре. Захвљајујући иновативним брзим “снабдевачким нападима”, који су користили ловце-бомбардере у комбинацији са хеликоптерима, снабдевање из ваздуха никад није било заустављено.
Амерички медији које су интензивно покривали битку и често поредили песимистичка поређења са Дијен Бијен Фуом, где је француска база била опкољена и на крају поражена од стране Вијетнамаца у Првом Индокинеском рату.
На крају је војска Северног Вијетнама прекинула свој напад и обе стране су тврдиле да је битка послужила својој сврси. САД су тврдиле да је било 8.000 мртвих Северновијетнамаца и значајно више рањених, насупрот 205 мртвих Американаца. Као и генерално са Вијетнамским ратом, америчка јавност је била више под утиском америчких губитака него са војном победом која се може мерити само “односом мртвих”. Чињеница да је база Ке Сан напуштена 23. јуна 1968, сматрајући да нема даљу војну вредност, неизбежно је охрабривало овај осећај узалудности битке и целог рата.

## Последице
Укупно, САД су процениле да је 45.000 вијетконговских и северновијетнамских војника убијено, иако та процена може бити значајно мања због природе преувеличавања. Око 6.000 је заробљено, док је број рањених непознат. САД, војска Јужног Вијетнама, као и савезничке аустралијске и јужнокорејске снаге су претрпеле 4.324 мртва, 16.063 рањена и 598 несталих.

### Ефекти на Вијетконг
Оперативне снаге Вијетконга су биле ефективно осакаћене због офанзиве. Многи Вијетконговци који су притајено деловали у градовима Јужног Вијетнама су се открили током офанзиве и убијени су или заробљени. Организација је сачувана за пропагандне сврхе, али практично, Вијетконг је био готов. Формације које су биле називане Вијетконг су у великој мери биле попуњене северновијетнамским заменама. У стварности, ова промена је имала мало утицаја на рат, пошто Северни Вијетнам није имао потешкоћа да надокнади жртве које је нанео рат. Национални Ослободилачки Фронт (политичко крило Вијетконга) је преобразио себе у Привремену револуционарну владу Јужног Вијетнама и узео учешћа у потоњим мировним преговорима под тим именом.
Комунистичка врховна команда није очекивала психолошки утицај који ће Тет офанзива имати на Америку. На пример, напад на америчку амбасаду је изведен од стране само 19 војника Вијетконга, и чак је употреба ових војника сматрана грешком од стране неких официра Вијетконга. Тек када су видели како су САД реаговале на овај напад комунисти су почели да га користе као пропаганду. Време офанзиве је одређен са надом да ће америчке и јужновијетнамске снаге бити мање опрезне током Тет празника. Чиста случајност је да се офанзива десила у време када ће имати највише утицаја на америчке председничке изборе.

### Ефекти на Америку
Чињеница да су комунисти успели да покрену велики масовни напад био је ударац америчким надама да ће брзо победити и потпуно је довело у питање срамотне Вестморлендове извештаје о претходном напретку у рату. Такође, оптимистичне најаве о смањењу буџета од стране Џонсонове администрације и Пентагона су дошле под тешке критике и подсмех.
Видевши комплетан колапс комунистичке офанзиве, несразмеран однос жртава и непостојање народног устанка који би подржао ове нападе и неуспех нападача да освоје и задрже значајне територије, Вестморленд ју је сматрао погодном приликом за контраофанзивну акцију. Саставио је захтев за још 206.000 војника да настави рат након офанзиве, односно потез који би захтевао мобилизацију америчких резервиста.
Још док је био разматран, захтев је процурео до штампе и издан је у три рубрике недељеног издања Њујорк Тајмса од 10. марта 1968. Ондашњи пуковник Дејв Пламер је касније написао у „Позиву трубе”:
Изгледало је погрешно, али разумљиво од стране читалаца као очајнички потез да се избегне пораз, вести о захтеву за 206.000 људи је потврдило сумње многих да резултат Тет офанзиве није тачно приказан од стране Председника и његових портпарола. Ако су комунисти преживели такво неугодно задржавање, зашто би морали да повећамо наше снаге за 40 посто?

#### Медијски утицај
Многи људи, у то време и ретроспективно, критиковали су америчке медије због негативног тона којим су описали и рат уоштено, а посебно Тет офанзиву. Ерл Вилер, тадашњи Начелник здруженог генералштаба, жалио се “на све осуде и суморности које смо видели у америчкој штампи” након Тет офанзиве.
Најпознатији пример антиратног понашања је био специјалан извештај Волтера Кронкита од 27. фебруара 1968. Показајући филм о рушевинама зграда уништених током Тет офанзиве и интервјуисајући обесхрабрене војнике и официре на бојишту, закључио је да “се рећи да смо заглибљени у окршају чини једино реалистичним, али опет незадовољавајућим закључком и тражио је споразумни крај рата.”

#### Утицај на унутрашњу политику у САД
Данима након објављивања приче Њујорк Тајмса која се односи на Вестморлендов захтев за додатним трупама, председник Џонсон је истрпео поражавајућу уздржаност на конвенцији Демократске странке у Њу Хемпширу, једва завршивши испред сенатора Еугена Мекартнија. Ускоро. Сенатор Роберт Кенеди је објавио да ће се укључити у надметање за номинацију испред Демократске странке, додатно наглашавајући опадајућу подршку Џонсоновој администрацији након Тет офанзиве. Иако су неки претпостављали да је на недостатак подршке Џонсону утицало јавно виђење ослобађања од Вијетнама, други су претпостављали да је Џонсонов неуспех ефикасног вођења рата изазвао његов пад у анкетама. 31. марта, Џонсон је објавио да се неће поново кандидовати и објавио је престанак бомбардовања Северног Вијетнама.
Такође у марту, Џонсон је објавио да ће генерал Вестморленд заменити генерала Харолда Џонсона као главнокомандујућег армије. Иако је то технички унапређење, неколицина је сматрала да је то „смена навише“ због одговорности за Тет офанзиву.